# Hmyzožravci
Hmyzožravci (Insectivora) jsou řádem savců. Řád obsahuje asi 450 druhů rozdělených do 4 recentních čeledí žijících po celém světě (štětinatcovití, rejskovití, krtkovití, ježkovití). V Evropě žije asi 30 druhů, v České republice se vyskytují tři čeledi s celkem 10 druhy: ježkovití, krtkovití a rejskovití.

## Charakteristika
Většinou se jedná o drobné živočichy s délkou těla do 15 cm a hmotností do 200 g, ale například evropští ježci dosahují větších rozměrů (přes 1 kg váhy) a asijský srstín krysí (Echinosorex gymnura) měří až 45 cm a váží i ke 2 kg. Mají protáhlou lebku a malou mozkovnu s jednoduše stavěným mozkem s velkými čichovými laloky. Jedním z primitivních znaků je úplný chrup složený z velkého počtu (26–48) špičatých a tvarově podobných zoubků. Někteří rejsci mají vyvinuté podčelistní jedové žlázy. Samice mívá 2 až 14 párů bradavek. Doba březosti se pohybuje mezi 11 až 43 dny.
Živí se hlavně bezobratlými živočichy a drobnými obratlovci, v menším množství i rostlinnou stravou. Orientují se převážně pomocí čichu a hmatu, někteří mají výborný sluch. Slabší zrak patrně souvisí s převládající noční aktivitou.

## Systém
Hmyzožravci představují bazální linii placentálů zvanou Laurasiatherie. Dříve se do řádu hmyzožravců (Insectivora) řadily i čeledi z dnešního zvláštního řádu Afrosoricida (zlatokrtovití – Chrysochloridae, vydříkovití – Potamogalidae a bodlínovití – Tenrecidae), po jejich vyloučení (nejsou ostatním hmyzožravcům příbuzní, patří po bok hrabáčů, bércounů, chobotnatců a dalších do skupiny Afrotheria) se zbylí zástupci souhrnně nazývají Eulipotyphla. Řád Insectivora dříve sloužil zoologům jako „odpadní“ či „sběrný“ koš pro savce s nejasnými vývojovými vazbami. Systematika není ani v současnosti (2019) ještě ustálena a může docházet ke změnám.